# Зе Каланга
Пау́лу Бати́шта Нси́мба (порт. Paulo Batista Nsimba, известный как Зе Каланга, 12 октября 1983, Луанда) — ангольский футболист, игравший на позиции нападающего. Выступал за сборную Анголы, участник чемпионата мира 2006 года.

## Клубная карьера
Первым футбольным клубом в карьере игрока был «Петру Атлетику» из его родного города Луанда. Благодаря участию на чемпионате мира в 2006 году анголец перешёл в румынский клуб «Динамо» Бухарест, подписав контракт на 3 года. В составе клуба в сезоне 2006/2007 выиграл чемпионат Румынии. В сезоне 2007/2008 перешёл на правах аренды в португальскую «Боавишту». В 2010 году был продан за 500 000 евро в «Рекреативу ду Либоло». Летом 2012 года пытался подписать контракт с зимбабвийским «Дайнамоз». В 2014 году пропустил четыре месяца из-за перелома ноги.

## Карьера в сборной
Зе Каланга дебютировал за сборную Анголы в 2004 году против Нигерии и с тех пор стал постоянно вызываться в сборную. В 2006 году вошёл в заявку сборной на чемпионат мира. В матче против Ирана (1:1) отдал голевую передачу на Флавиу Амаду и был признан лучшим игроком матча.
В 2008 году был включён в состав сборной на Кубок африканских наций в Гане. В первой игре турнира против ЮАР. Во втором матче против Сенегала (3:1) отыграл все 90 минут и отдал голевой пас на Манушу.